# Burlesque (Bax)
Burlesque is een compositie van Arnold Bax.
Het werkje is ontstaan in de periode dat Igor Stravinsky’s Petroesjka weer populair werd na de Eerste Wereldoorlog. Bax kwam in dit werk met "vreemde" muzikale aanduidingen als quasi fagotto scherzando en strepitoso. Het stuk in F majeur wisselt steeds tussen een drie- en vierkwartsmaat. Het slot is luid, een sforzando binnen fortissimo.
Bax droeg het bij een herdruk in 1945 op aan pianist Iso Elinson (1909-1964), zijn toenmalige buurman.
In 2017 zijn er drie opnamen van dit werk verkrijgbaar:
- historische opname door Iris Loveridge, uitgebracht door Lyrita
- Eric Parkin, een opname uit 1988, uitgebracht door Chandos
- Ashley Wass, een opname uit 2003, uitgebracht door Naxos